# Vooroudertaal
Een vooroudertaal is elke taal die aan de wortel ligt van een stamboom waaruit zich een of meer levende en geattesteerde talen hebben ontwikkeld, de dochtertalen. 

## Prototaal/vooroudertaal
Een vooroudertaal kan zelf wel of niet geattesteerd zijn. In het laatste geval wordt meestal gesproken van een prototaal. De term proto-taal is analoog aan de term protohistorie, een periode uit de geschiedenis van een beschaving waarvoor slechts indirect bronnenmateriaal bestaat. Omdat van een prototaal geen enkele rechtstreekse gesproken of geschreven bron bestaat, zijn de woordenschat en grammatica van dergelijke talen grotendeels hypothetisch. Het Prisma van de Taal zegt onder het lemma 'prototaal': een dergelijke prototaal moet worden gezien als een reeks hypothesen over de ontwikkelingen die in bepaalde groepen verwante talen [...] te verwachten zijn. Of de gereconstrueerde vormen ooit daadwerkelijk zijn gesproken, is op geen enkele manier met zekerheid te achterhalen.
In de taalkundige literatuur wordt voor niet-geattesteerde vooroudertalen en hun gereconstrueerde vormen een asterisk (*) geplaatst om het hypothetisch karakter ervan aan te geven. Bij uitbreiding wordt de term prototaal ook wel gebruikt als synoniem van vooroudertaal. Zo gebruikt Cor van Bree hem bijvoorbeeld voor het Latijn. De aanduiding van alle vooroudertalen met de term prototaal is in het Nederlands verder weinig gebruikelijk.
Een voorbeeld van een vooroudertaal die ook prototaal is, is het *Proto-Indo-Europees of kortweg *Indo-Europees, waar alle Indo-Europese talen uit zijn voortgekomen. Het Proto-Indo-Europees is als hypothese opgeworpen door de Britse onderzoeker William Jones en sindsdien als concept breed gedragen in de taalkunde. Andere voorbeelden van gereconstrueerde vooroudertalen zijn het Proto-Semitisch, Proto-Dravidisch en Proto-Oeraals. Het Latijn en Vedisch Sanskriet zijn daarentegen voorbeelden van geattesteerde vooroudertalen.

## Vergelijkende methode
Het reconstrueren van een niet volledig bekende vooroudertaal gebeurt binnen de vergelijkende taalkunde met behulp van de vergelijkende methode. Dergelijk onderzoek is in de regel gebaseerd op schaars bronnenmateriaal, zoals runen en glossen.